# Xeropsis crassicornis
Xeropsis crassicornis är en insektsart som först beskrevs av Philippi 1863.  Xeropsis crassicornis ingår i släktet Xeropsis och familjen Heteronemiidae. Inga underarter finns listade i Catalogue of Life.